# Arauá
Arauá este un oraș în Sergipe (SE), Brazilia. 